# Lierneux
Lierneux ist eine Gemeinde in der belgischen Provinz Lüttich in Wallonien. Sie besteht aus den Ortschaften Arbrefontaine, Bra und Lierneux.
Die Gemeinde liegt etwa 45 Kilometer südöstlich von Lüttich (Luftlinie) und etwa 20 Kilometer nordwestlich der Grenze zu Luxemburg in den Ardennen.
Lierneux liegt am Fernwanderweg GR 578. In bescheidenem Umfang ist auch Wintersport möglich: zwei Pisten von 600 und 800 m Länge mit Schlepplift und Langlaufloipen von 15 km Länge sowie gebahnte Wanderwege von 30 km Länge stehen zur Verfügung.

## Geschichte
Schon seit dem 7. Jahrhundert war das Kloster Stavelot/Stablo hier begütert. Die erste Schenkung in "Ledernao" wird von den Historikern auf das Jahr 670 datiert, die zweite in "Lethernau" auf 687 und die dritte ebenfalls in "Lethernau" auf 747 (Regnum Francorum online, D_Mer 108, Arnulfinger 040 und Arnulfinger 016). Dieser Besitz wird dem Kloster Stavelot zwei Mal bestätigt, 862 von Kaiser Lothar II und 873 von König Ludwig dem Deutschen (RFo D_Lo_II, 017 und D_LD 147). Von König Zwentibold bekommt das Kloster Stavelot 896 neuen Besitz (RFo D_Zw 012). Wer diesen Besitz nach der Auflösung des Klosters in den Wirren der französischen Revolution erhielt, müssen die Historiker noch erforschen.

## Organisationen

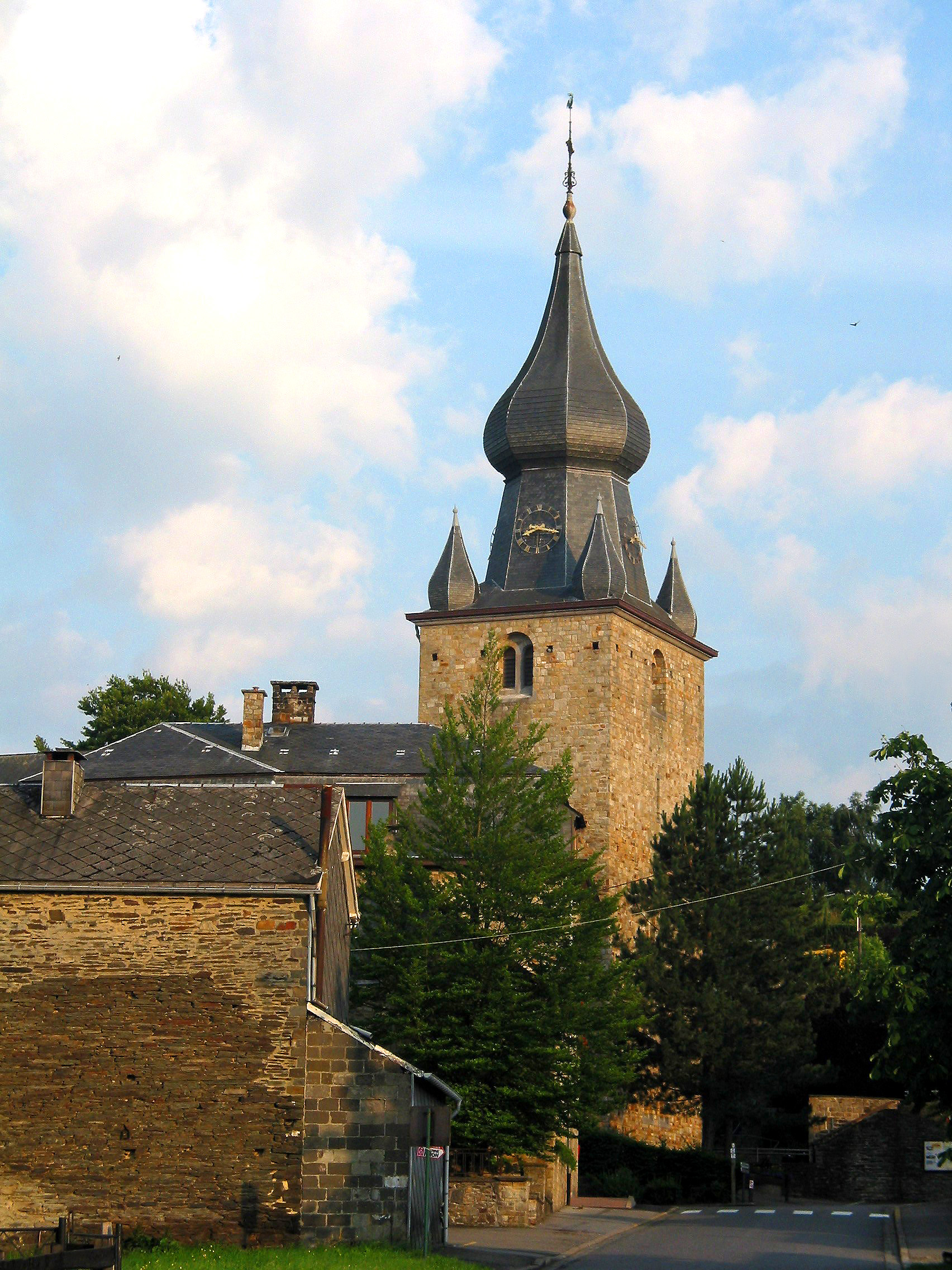
Kirche Saint-André
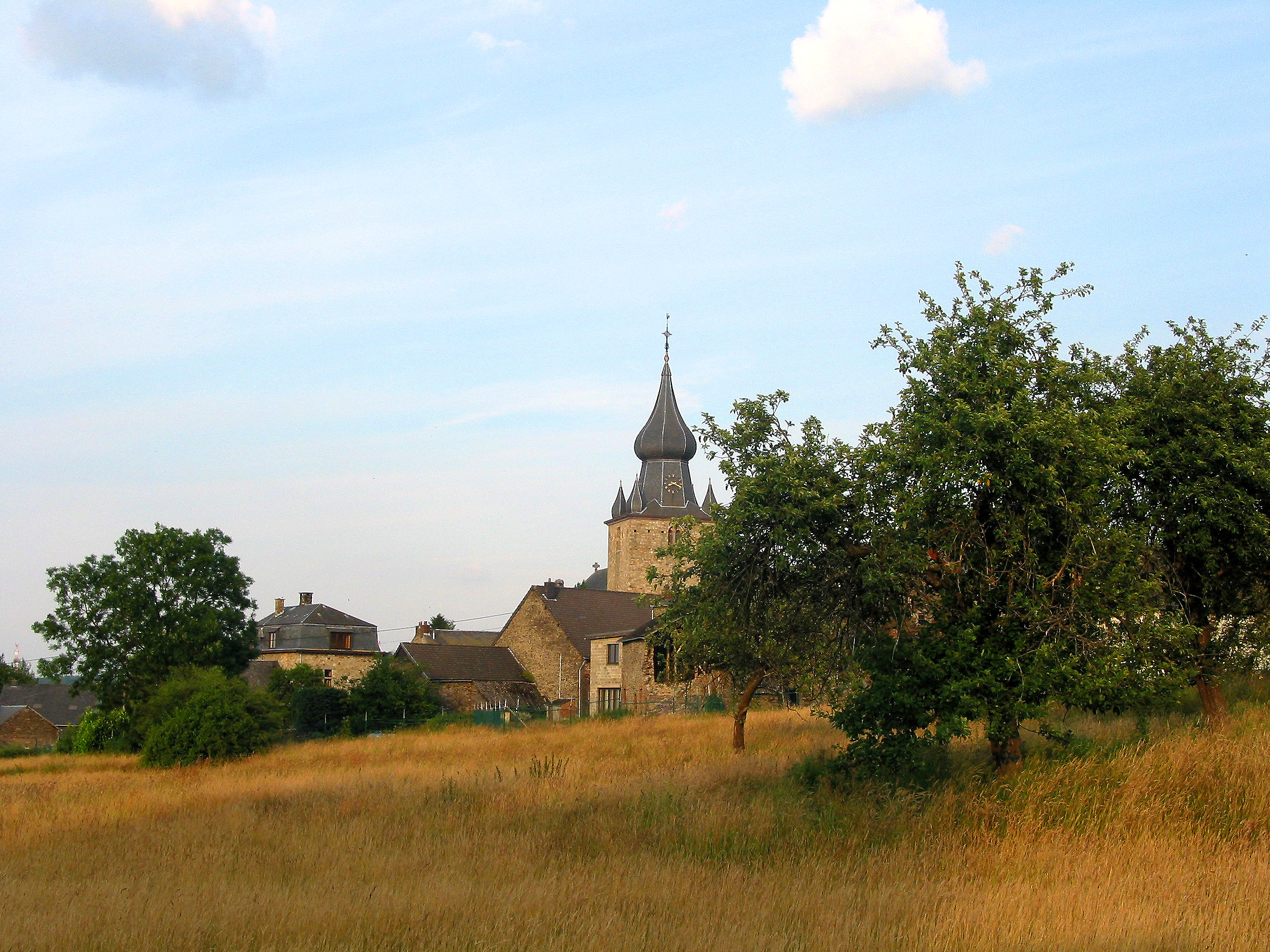
Dorfpanorama
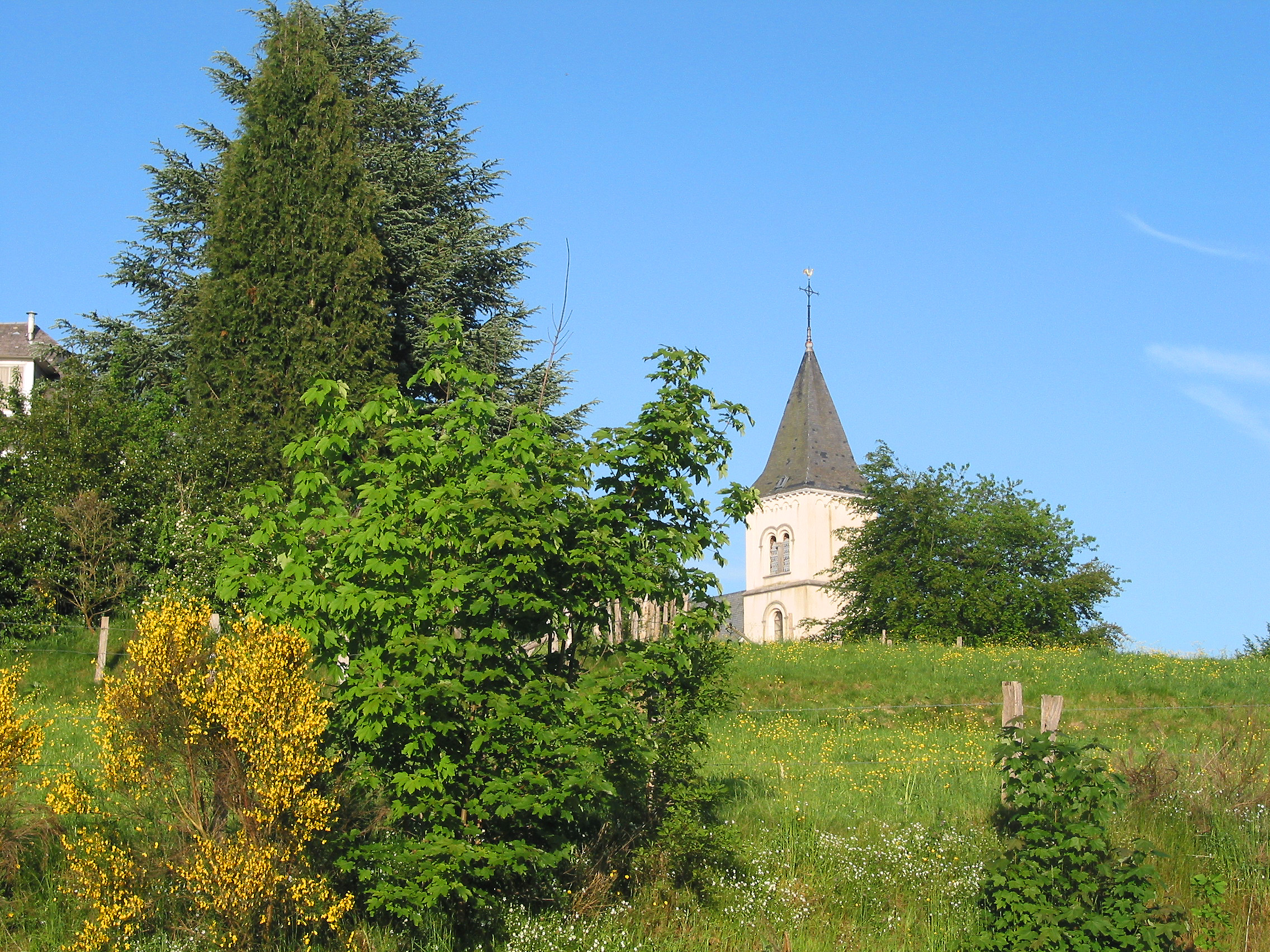
Kirche von Les Villettes
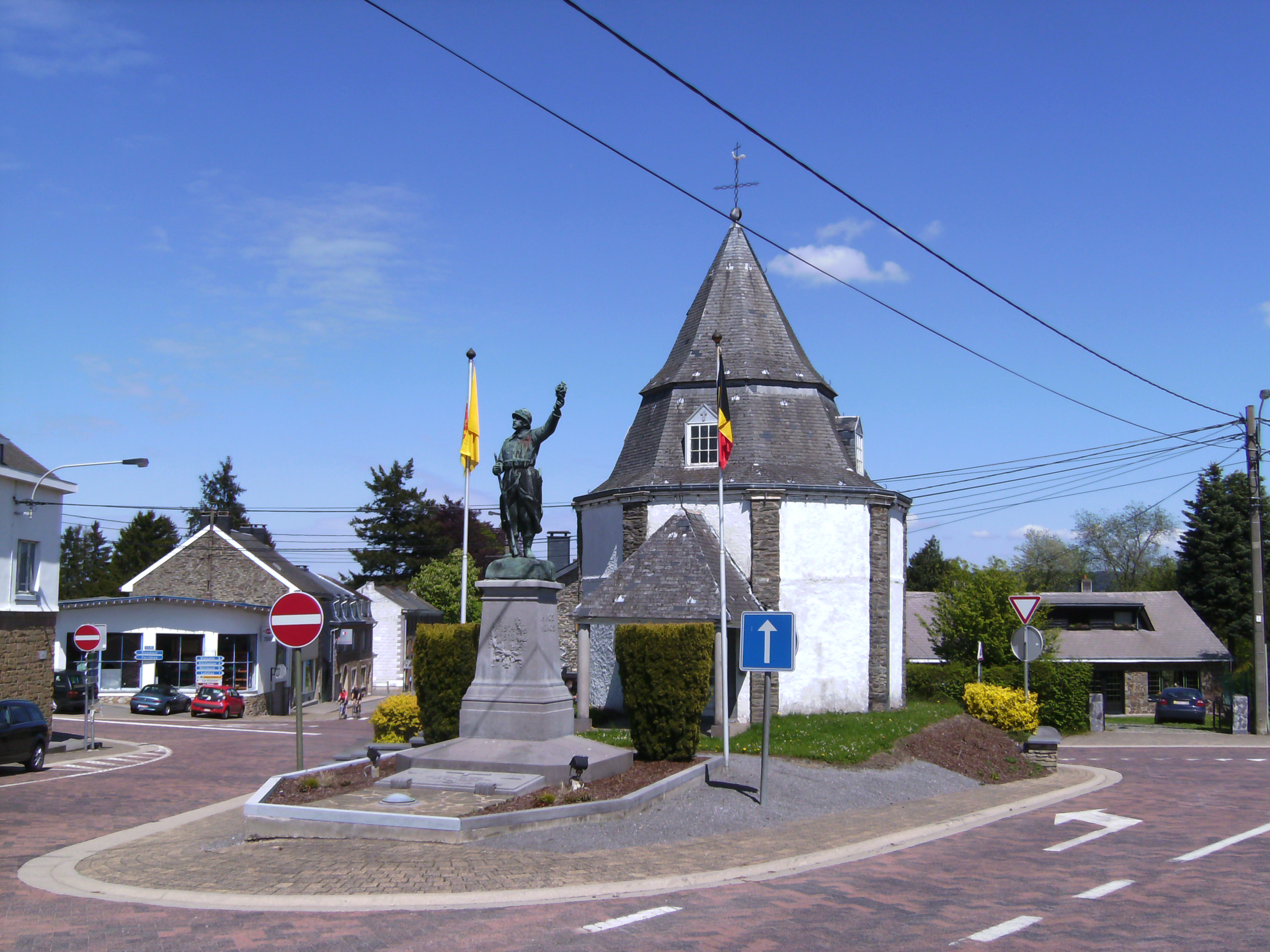
Kriegsdenkmal, 1914–18

## Gemeindepartnerschaft
Partnergemeinde ist Val-de-Meuse im Département Haute-Marne, Region Grand Est (Frankreich).

## Hinweise und Nachweise
1. ↑  Stand 2018